# قانون المساواة في الأجور لعام 1963
قانون المساواة في الأجور لعام 1963 هو قانون عمل أمريكي يعدل قانون معايير العمل العادلة، ويهدف إلى إلغاء التفاوت في الأجور على أساس الجنس. وُقع ليصبح قانونًا في 10 يونيو 1963، من قبل جون إف كينيدي كجزء من برنامج الحدود الجديدة. عند تمرير مشروع القانون، ذكر الكونجرس أن التمييز على أساس الجنس:
- خفض الأجور والمستويات المعيشية للموظفين اللازمة لصحتهم وكفاءتهم.
- يمنع الاستفادة القصوى من موارد العمل المتاحة.
- الميل إلى التسبب في نزاعات عمالية، وبالتالي إثقال كاهل التجارة والتأثير عليها وعرقلتها.
- إثقال التجارة والتدفق الحر للبضائع في التجارة.
- تشكيل طرق غير عادلة للمنافسة.

ينص القانون جزئيًا على أنه «لا يجب على صاحب العمل الذي لديه موظفين يخضعون لأي من أحكام هذا القسم [القسم 206 من العنوان 29 من قانون الولايات المتحدة] التمييز بينهم، داخل أي مؤسسة يعمل فيها هؤلاء الموظفون، على أساس الجنس عن طريق دفع أجور للموظفين في هذه المؤسسة بمعدل أقل من المعدل الذي يدفع به أجور الموظفين من الجنس الآخر في هذه المؤسسة مقابل عمل متساوٍ في الوظائف التي يتطلب أداؤها مهارات وجهدًا متساوية، والتي يتم إجراؤها في ظل ظروف عمل مماثلة، باستثناء الحالات التي يتم فيها الدفع وفقًا للتالي (1) نظام الأقدمية، (2) نظام الجدارة، (3) نظام يقيس المكاسب من حيث الكمية أو الجودة للإنتاج، أو (4) تفاضل قائم على أي عامل آخر غير الجنس.»

## الخلفية
في عام 1944، قدمت عضو الكونجرس الجمهوري وينفيريد سي ستانلي من بوفالو، نيويورك، إتش آر 5056، حظر التمييز في دفع الأجور على حساب الجنس، ولكن لم يحصل على المصادقة في ذلك الوقت. ظلت القضية قائمة حتى 10 يونيو 1963، عندما أقر الكونجرس قانون المساواة في الأجور (إي بّي إيه) كتعديل لقانون معايير العمل العادلة، «لحظر التمييز على أساس الجنس في دفع الأجور من قبل أرباب العمل».
أدرج الكونجرس في نص إي بّي إيه بيانًا واضحًا وموجزًا عن السياسة ووصف بإيجاز المشكلات التي كان من المفترض معالجتها. يشير البيان الواضح لنية الكونجرس والسياسة التي توجه قانون إي بّي إيه إلى رغبة الكونجرس في صياغة إطار علاجي واسع لحماية الموظفين من التمييز في الأجور على أساس الجنس. أقرت المحكمة العليا صراحة بوجوب تفسير وجهة نظر إي بّي إيه على نطاق واسع لتحقيق هدف الكونجرس المتمثل في معالجة التمييز الجنسي. أقر الكونجرس إي بّي إيه من منطلق «القلق على الموقف التفاوضي الأضعف للمرأة» لتوفير علاج لهياكل الأجور التمييزية التي تعكس «اعتقادًا قديمًا ولكنه عفا عليه الزمن بأن الرجل، بسبب دوره في المجتمع، يجب أن يتقاضى أجرًا أكثر من المرأة». تحمي إي بّي إيه كلا من الرجال والنساء. كما أنه يحمي الموظفين الإداريين، والمهنيين، والتنفيذيين المعفيين بموجب قانون معايير العمل العادلة.